# 2009 en musique classique
| \| • Retour à la chronologie générale de la musique classique • \| |
| Grèce • Rome • Haut Moyen Âge • VIIIe siècle • IXe siècle • Xe siècle • XIe siècle XIIe siècle • XIIIe siècle • XIVe siècle • XVe siècle • XVIe siècle • XVIIe siècle XVIIIe siècle • XIXe siècle • XXe siècle • XXIe siècle |
| • Retour à la chronologie générale de la musique classique • |

| Années en musique classique : 2006 - 2007 - 2008 - 2009 - 2010 - 2011 - 2012    |
| Décennies en musique classique : 1970 - 1980 - 1990 - 2000 - 2010 - 2020 - 2030 |

## Événements

### Créations
- 10 janvier : création mondiale de la Symphonie no 4 d'Arvo Pärt par l'Orchestre philharmonique de Los Angeles dirigé par Esa-Pekka Salonen.
- 24 janvier : Yvonne, princesse de Bourgogne, opéra de Philippe Boesmans, à Paris.
- 6 février : création mondiale du Concerto pour violon de Jennifer Higdon par Hilary Hahn et l'Orchestre symphonique d'Indianapolis dirigés par Mario Venzago.
- 19 juillet: création mondiale de l'opéra Re Lear de Antonio Cagnoni (1828-1896) dans le cadre du Festival de la vallée d'Itria.
- 20 septembre: création mondiale de l'opéra Kepler de Philip Glass au Landestheater de Linz, en Autriche.
- 9 octobre : création mondiale de City Noir de John Adams par l'Orchestre philharmonique de Los Angeles dirigé par Gustavo Dudamel.
- 6 décembre : création mondiale de Mallet Quartet de Steve Reich au Palais des Arts de Budapest par l'ensemble Amadinda.

### Autres
- 1er janvier : concert du nouvel an  de l'orchestre philharmonique de Vienne au Musikverein, dirigé par Daniel Barenboïm.

- 19 février : Fondation de l'Orchestre symphonique de Guiyang.
- 3 octobre : inauguration du Palazzetto Bru Zane - Centre de musique romantique française à Venise.

#### Date indéterminée
- Création du Prix Birgit-Nilsson.
- Fondation de l'Orchestre Dijon Bourgogne.
- Publication du catalogue Mendelssohn-Werkverzeichnis des œuvres de Felix Mendelssohn sous la direction de Ralf Wehner.

## Prix
- Alfred Brendel reçoit le Praemium Imperiale.
- Brett Dean reçoit le Grawemeyer Award pour The Lost Art of Letter Writing.
- Daniel Barenboim reçoit le Léonie Sonning Music Award.Martina Filjak obtient le 1er prix du Concours international de piano de Cleveland.
- Le Double Sextet de Steve Reich reçoit le Prix Pulitzer de musique.
- Jordi Savall reçoit le Prix national de musique de Catalogne.
- Klaus Huber reçoit le Prix Ernst von Siemens.Nobuyuki Tsujii et Haochen Zhang obtiennent le 1er prix ex æquo de piano du Concours international de piano Van-Cliburn.
- José Antonio Abreu reçoit le Prix Polar Music.
- Luis de Pablo reçoit le Prix Tomás Luis de Victoria.
- Plácido Domingo reçoit le Prix Birgit Nilsson.
- Sir Colin Davis reçoit la Queen's Medal for Music.
- Sophie Lacaze et Richard Dubugnon sont lauréats du grand prix lycéen des compositeurs.
- Thomas Quasthoff reçoit le Prix musical Herbert von Karajan.
- Vestards Šimkus obtient le 1er prix de piano du Concours international de musique Maria Canals.

## Décès

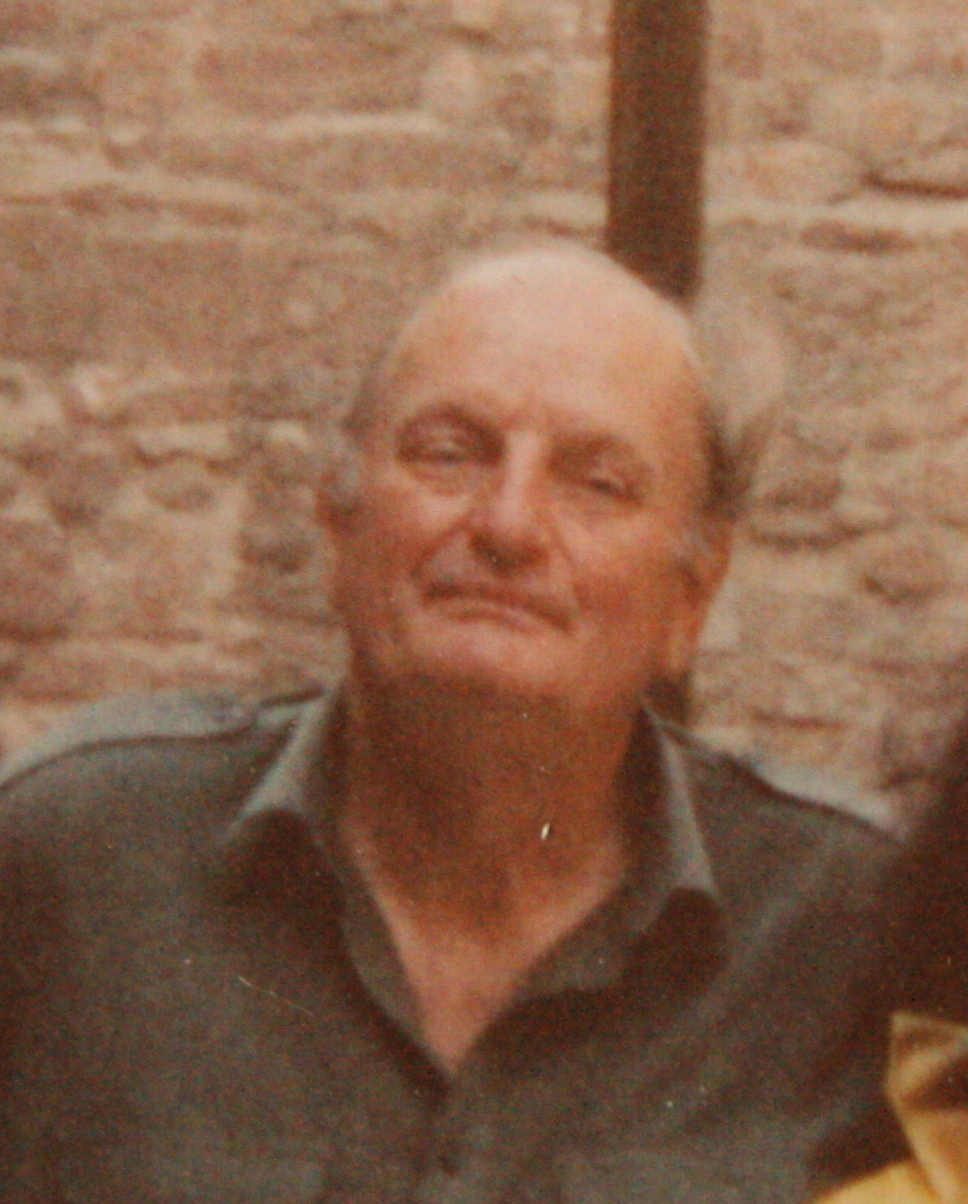
Howard Chandler Robbins Landon

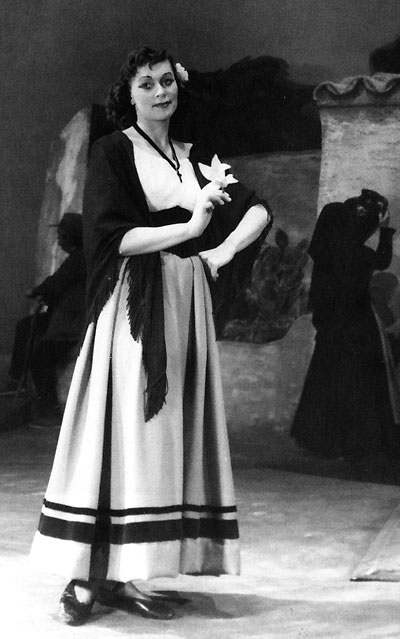
Elisabeth Söderström

- 3 janvier : Charles Camilleri, compositeur maltais (° 7 septembre 1931).
- 10 janvier : Maria Murano, artiste lyrique française (° 14 juillet 1918).
- 23 janvier : George Perle, américain compositeur et théoricien de la musique (° 6 mai 1915).
- 31 janvier : Erland von Koch, compositeur suédois (° 26 avril 1910).
- 1er février :
  - Lukas Foss, compositeur, pianiste et chef d'orchestre américain (° 15 août 1922).
  - Anna Stella Schic, pianiste brésilienne (° 30 juin 1925).
- 7 février : Jacques Lancelot, clarinettiste et pédagogue français (° 24 avril 1920).
- 12 février : Nicola Filacuridi, ténor principalement actif en Italie (° 1er janvier 1920).
- 27 février : Ira Malaniuk, contralto autrichienne (° 29 janvier 1923).
- 1er mars : Pierre Béguigné, maître de chapelle, chef de chœur, organiste français (° 4 février 1908).
- 6 mars : Henri Pousseur, compositeur belge (° 23 juin 1929).
- 7 mars : André Casanova, compositeur français (° 12 octobre 1919).
- 19 mars :
  - Ezio Flagello, chanteur lyrique italo-américain (° 28 janvier 1931).
  - Veniamin Margoline, trompettiste et professeur de trompette russe et soviétique (° 12 janvier 1922).
- 30 mars : Maria Curcio, pianiste classique italienne (° 27 août 1920).
- 1er avril : Margreta Elkins, mezzo-soprano australienne (° 16 octobre 1930).
- 10 avril : Richard Arnell, compositeur britannique (° 15 septembre 1917).
- 22 avril : Liliane Berton, artiste lyrique, soprano colorature (° 11 juillet 1924).
- 9 mai : Mendi Rodan, chef d'orchestre et violoniste israélien né roumain (° 15 avril 1929).
- 19 mai : Nicholas Maw, compositeur britannique (° 5 novembre 1935).
- 6 juin : Kiyoshige Koyama, compositeur japonais (° 15 janvier 1914).
- 21 juin : Paulette Merval, chanteuse d'opérette (° 3 novembre 1920).
- 27 juin : Marcel Lang, hazzan et chanteur ténor suisse (° 13 juin 1956).
- 10 juillet : Edward Downes, chef d'orchestre anglais (° 17 juin 1924).
- 21 juillet : Hiroshi Wakasugi, chef d'orchestre japonais (° 31 mai 1935).
- 24 juillet : Friedrich Goldmann, compositeur et chef d'orchestre allemand (° 27 avril 1941).
- 18 août : Hildegard Behrens, soprano allemande (° 9 février 1937).
- 21 août : Geoffrey Tozer, pianiste australien (° 5 novembre 1954).
- 16 septembre : Ernst Märzendorfer, chef d'orchestre autrichien (° 26 mai 1921).
- 17 septembre : Leon Kirchner, compositeur et pédagogue américain (° 24 janvier 1919).
- 25 septembre : Alicia de Larrocha, pianiste espagnole (° 23 mai 1923).
- 5 octobre : Giselher Klebe, compositeur allemand (° 28 juin 1925).
- 7 octobre : Helen Watts, contralto galloise (° 7 décembre 1927).
- 8 novembre : Arda Mandikian, soprano (° 1er septembre 1924).
- 20 novembre :
  - Howard Chandler Robbins Landon, musicologue américain (° 6 mars 1926).
  - Elisabeth Söderström, soprano suédoise (° 7 mai 1927).
- 24 novembre : Kan Ishii, compositeur japonais (° 30 mars 1921).
- 27 novembre :
  - György Melis, chanteur lyrique hongrois (° 2 juillet 1923).
  - Geneviève Joy, pianiste française (° 4 octobre 1919).
- 12 décembre : Max Pinchard, compositeur français (° 21 juillet 1928).
- 17 décembre : Jacques Doucet, artiste lyrique, metteur en scène et directeur de théâtre français (° 1925).
- 29 décembre :
  - Juan Oncina, ténor espagnol (° 15 avril 1925).
  - Gábor Lehotka, organiste hongrois (° 20 juillet 1938).
- 30 décembre : Alberto Lysy, violoniste et chef d'orchestre argentin (° 1935).